# Doorbraak van het Jaar
Doorbraak van het Jaar (Engels: Breakthrough of the Year) is een jaarlijkse prijs van het wetenschappelijk tijdschrift Science voor de meest baanbrekende ontwikkeling in wetenschappelijk onderzoek. De prijs die in 1989 bedacht is als Molecuul van het Jaar, geïnspireerd door TIME Person of the Year, werd in 1996 hernoemd naar Doorbraak van het Jaar. De Doorbraak van het Jaar wordt doorgaans gezien als een van de hoogste onderscheidingen in de wetenschap.

## Doorbraak van het jaar
- 1996 - hiv (het aidsonderzoek)[1]
- 1997 - Dolly het schaap, de eerste kloon van een volwassen dier[2]
- 1998 - het steeds sneller uitdijende heelal, donkere materie[3]
- 1999 - het onderzoek aan menselijke stamcellen[3]
- 2000 - DNA-sequencing van het gehele genoom
- 2001 - nanocircuits[4]
- 2002 - miRNA[5]
- 2003 - donkere energie[3]
- 2004 - de landing van de Spirit op Mars[6]
- 2005 - evolutie in actie[7]
- 2006 - bewijs van het Vermoeden van Poincaré[8]
- 2007 - menselijke genetische variatie[9]
- 2008 - herprogrammeren van cellen[10]
- 2009 - Ardipithecus Ramidus[11]
- 2010 - de eerste kwantummachine[12]
- 2011 - HPTN 052[13]
- 2012 - de ontdekking van het higgsboson[14]
- 2013 - kankerimmunotherapie
- 2014 - Rosetta-ruimtemissie
- 2015 - CRISPR
- 2016 - eerste waarneming zwaartekrachtgolven
- 2017 - eerste waarneming neutronensterfusie
- 2018 - het cel voor cel kunnen volgen hoe een embryo uitgroeit tot een gewerveld dier[15]
- 2019 - zichtbaar maken van een zwart gat
- 2020 - het COVID-19-vaccin, in recordtempo getest en ontwikkeld
- 2021 - een AI-programma om eiwitstructuren te voorspellen
- 2022 - lancering van de James Webb-ruimtetelescoop